# Shirley Jaffe
Shirley Jaffe, de nacimiento Sternstein, (Elizabeth, 2 de octubre de 1923 - París, 29 de septiembre de 2016) fue una pintora abstracta estadounidense. Sus primeras obras tenían un estilo expresionista abstracto gestual, pero a fines de los años 60 cambió a un estilo más geométrico. Al principio, este cambio fue recibido con prudencia por el mundo del arte, pero luego, en su carrera, fue elogiada por el carácter "idiosincrático" e individual de su labor. Pasó la mayor parte de su vida viviendo y trabajando en Francia.

## Primeros años
Jaffe nació en Elizabeth, Nueva Jersey. Sus padres eran Benjamin y Anna (de apellido de soltera Levine) Sternstein. Jaffe tenía dos hermanos llamados Jerry y Elaine. Su padre poseía una fábrica de camisas, pero murió cuando Jaffe solo tenía 10 años. Su madre mudó a la familia a Brighton Beach, Brooklyn, y Jaffe fue al instituto Abraham Lincoln. A partir de entonces, estudió Bellas Artes en la Cooper Union de Nueva York, donde se diplomó en 1945.
Una vez graduada, Jaffe empezó a trabajar en el departamento de imprenta de la Biblioteca Pública de Nueva York y luego trabajó para los grandes almacenes Macy's haciendo bocetos de moda para el departamento de publicidad.
Después de su matrimonio, vivió durante un tiempo en Washington D. C., donde fue a la Phillips Art School, y luego se instaló en París cuando su marido fue transferido allí en 1949. Forma parte de un círculo de artistas estadounidenses expatriados, que incluye a Sam Francis, Ellsworth Kelly y Joan Mitchell. Francis presentó a Jaffe a su galerista, Jean Fournier, que se interesó por la obra de Jaffe y comenzó a exponerla en su galería.

## Carrera profesional

### Estilo
Jaffe comenzó como expresionista abstracto, empleando el gesto en su pintura de forma similar a Joan Mitchell. En 1963, una beca de la Fundación Ford le dio la oportunidad de pasar un año en Berlín. Este periodo de aprendizaje la alejó del círculo de amigos artistas que había cultivado en París y la sometió a nuevas influencias, como la música de los compositores contemporáneos Iannis Xenakis y Karlheinz Stockhausen. Es posible que también le permita volver a conectar con la abstracción europea de Jean Arp, Sophie Taeuber-Arp, Wassily Kandinsky y Auguste Herbin. "Mi estilo de pintura cambió cuando fui a Berlín", dijo Jaffe más tarde. "Sentí que mis cuadros se interpretaban como paisajes, lo que no era mi intención. Sentí que tenía que limpiar el bosque".
No es una coincidencia que Jaffe recibiera la beca de la Fundación Ford en 1963, dado el clima político que envolvía al mundo, y en particular a Berlín. "El muro acababa de ser construido, era la época de la muerte de Kennedy. Estábamos muy marcados por este muro, por la situación en Berlín, en el mundo". Las becas para artistas de la Fundación Ford, que se fusionaron en 1964 con el programa del Servicio de Intercambio Académico Alemán, estaban originalmente destinadas, como muchas otras iniciativas culturales financiadas por Estados Unidos, a contrarrestar las influencias culturales soviéticas. En esta época, se dice que el estilo de Jaffe ha cambiado y su arte representa sus experiencias en la dividida ciudad de Berlín.
El nuevo estilo de Jaffe se caracterizaba por superficies planas y sin florituras, formas monocolor y líneas principalmente rectas en vez de curvas. A su regreso a París, su galerista Fournier y sus amigos artistas se mostraron "escandalizados" por este cambio; pero Fournier siguió exponiendo su obra en su galería. Los análisis posteriores de su obra indican que el estilo de Jaffe se dirigía en una "dirección diferente" a la de otros pintores de su época y se caracterizaba por "una increíble vitalidad de formas y complejidad". La transformación de su estilo, que se produjo gradualmente a través de varias décadas, fue descrita por los críticos como un "desarrollo interno" sin relación aparente con las tendencias contemporáneas, y por lo tanto no puede considerarse parte de ningún movimiento artístico en particular.

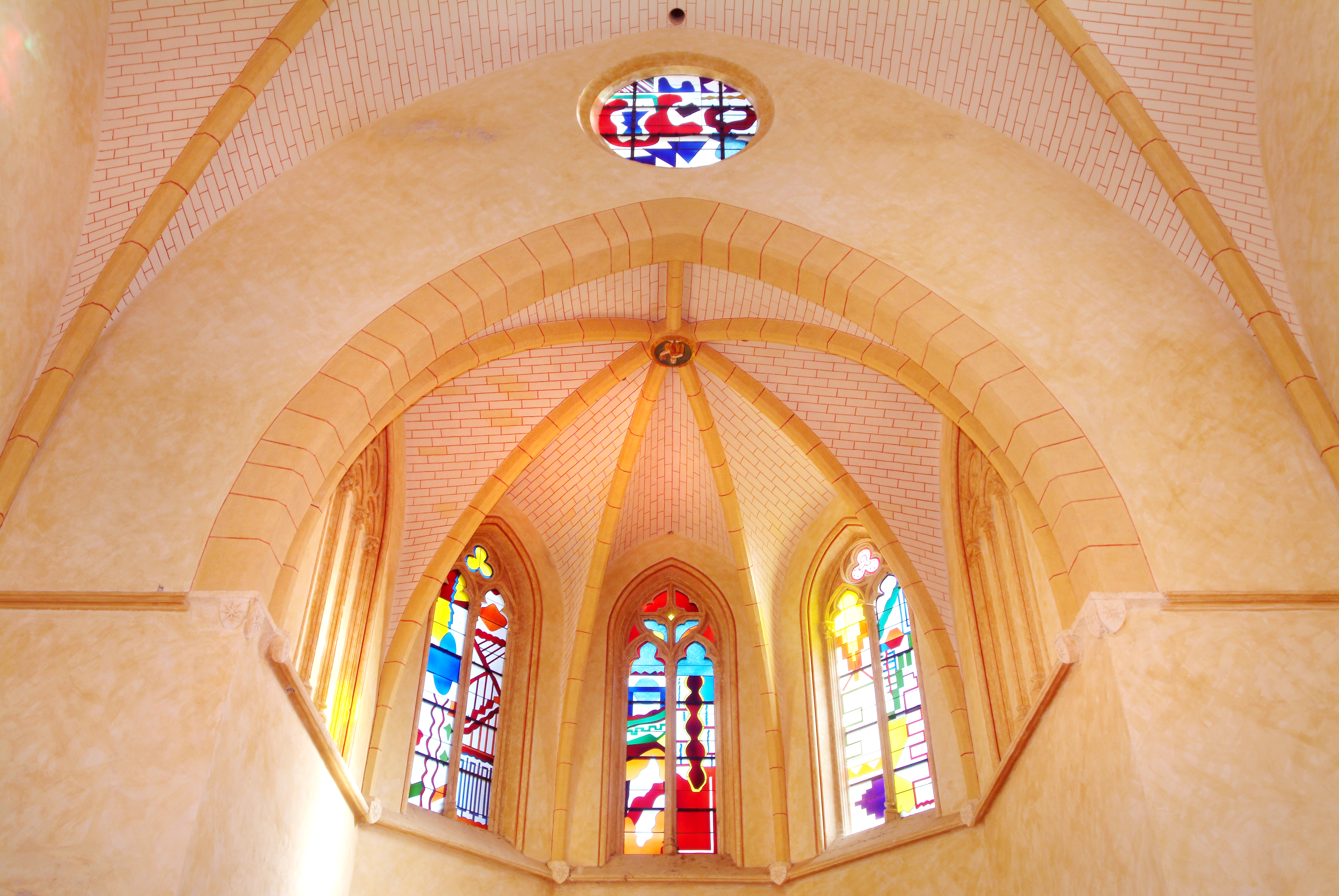
Vidrieras diseñadas por Jaffe para la capilla La Funeraria, Perpiñán

### Exposiciones
A pesar de que Jaffe comenzó a exponer en solitario en Francia a principios de la década de 1960, su primera exposición individual tuvo lugar en Berna, Suiza, en 1962. Poco después se instaló realmente en la escena artística y se acostumbró al estilo de vida parisino. Las galerías norteamericanas no empezaron a exponer su obra hasta los años 90, es decir, años más tarde que sus obras anteriores.
Este retraso se ha atribuido a la reacción crítica de otros artistas ante el cambio de su estilo de pintura en los años sesenta. En total, ha realizado al menos 25 exposiciones en los dos países; en Estados Unidos, en la Holly Solomon Gallery, la Tibor de Nagy Gallery, el San Francisco Museum of Modern Art y el Museum of Modern Art de Nueva York (MoMA) y en Francia, en la Galerie Fournier, el Centre Georges Pompidou y la Galerie Nathalie Obadia. La obra de Jaffe en el MoMA de Nueva York era un estilo de pintura diferente. Era un retrato de su hermana menor, que le habían regalado cuando sólo tenía catorce años.
Sus obras se encuentran en las colecciones del Centro Pompidou, el Museo de Arte Moderno de San Francisco, la Fondation Cartier pour l'art contemporain (París) y el Museo Colección Berado (Lisboa).
En 2000, el gobierno de Francia y la ciudad de Perpiñán encargaron a Jaffe el diseño de nueve vidrieras para la capilla de la ciudad. La instalación de las vidrieras terminadas coincidió con una retrospectiva de la obra de Jaffe en el Museo de Arte Moderno de Céret.

## Vida personal y muerte
En la década de 1940, su esposo, Irving Jaffe, fue el corresponsal en la Casa Blanca de la Agence France-Presse. Ambos se trasladaron juntos a París cuando Irving fue transferido a la oficina de la agencia de noticias en esa ciudad. En 1962, la pareja decidió divorciarse.
El 29 de septiembre de 2016, con la edad de 92 años, Jaffe murió en Francia y más precisamente en Louveciennes, tres días antes de su 93 cumpleaños.